# Eilika de Schweinfurt
Pour les articles homonymes, voir Schweinfurth.
Eilika de Schweinfurt (vers 1005 - 10 décembre 1059) (néerl. Eilika van Schweinfurt, angl. Eilika of Schweinfurt), est une duchesse consort de Saxe.
Elle est issue d'une famille noble de Bavière par sa mère. Elle est la fille du margrave Henri de Schweinfurt et Gerberge de Gleiberg (vers 970 – après 1036),
Vers 1020, Eilika est mariée à Bernard II, duc de Saxe, et ils ont cinq enfants :
- Ordulf, duc de Saxe (1022 – 1072) ;
- Herman († 1086) ;
- Gertrude († 1113), mariée à Florent Ier, comte de Hollande († 1061) en 1050 puis veuve, à Robert Ier, comte de Flandre en 1063 ;
- Hedwig, mariée à Englebert Ier, comte de Spanheim († 1096) ;
- Ida (1035 - 31 juillet 1102), mariée à Frédéric, duc de Basse Lorraine († 1065) avec le comté de La Roche comme dot, puis le comte Albert III de Namur (postérité).